# Richard Ngolepus
Richard Ngolepus (* 1975) ist ein kenianischer Marathonläufer.
2008 gewann er den Münster-Marathon, bei dem er im darauffolgenden Jahr Dritter wurde.
2010 wurde er mit seiner persönlichen Bestzeit von 2:13:25 h Dritter beim Kassel-Marathon, und 2011 siegte er beim Rhein-Ruhr-Marathon.
Als sein Manager und Trainer fungierte zeitweise Volker Wagner.